# Max Ludloff
Max Ludloff (* 23. Mai 1839 in Sondershausen; † 25. Februar 1911 in Kiedrich) war deutscher Kaufmann und Unternehmer.

## Leben
Max Ludloff war ein Sohn von Friedrich Carl Ludloff und Bruder von Friedrich und Carl Ludloff. Er wurde kaufmännisch in Nordhausen, Mainz und Prag ausgebildet. In Wien machte er sich anschließend um 1863 selbstständig. Er gründete noch 1863 unter der Firma Reinhardt & Ludloff eine Fabrik für künstliche Mineralwässer. Um 1865 war er in Wien als Gemischtwarenhändler in Firma Ludloff & Hauptig registriert.

### Direktor und Besitzer von Porzellanfabriken
Von 1866 bis 1872 war er Direktor der Porzellanfabrik Dallwitz. Sein Bruder Carl arbeitete zeitweise als Buchhalter der Fabrik. Max Ludloff ließ ab 1868 die Gutsanlage Dallwitz, zu der auch die Fabrik gehörte, wiederherrichten und die vernachlässigte Parkanlage pflegen.
Danach war er von 1875 bis 1880 Direktor der Berliner Porzellan-Manufaktur AG (vormals F. A. Schumann) in Alt-Moabit und ab 1877/1878 Vorsitzender der Unternehmervereinigung Verband Keramischer Gewerbe in Deutschland. Er wurde zur treibenden Kraft der massiv vorgetragenen Lobbyistenproteste, die auf der Empfehlung des Handelsministeriums zur Umgestaltung der KPM begründet, die Vorherrschaft begrenzen wollten. Schomburg, ein anderer Porzellanfabrikant und ehemaliger Mitarbeiter, und Ludloff forderten ihre Kollegen zur Stellungnahme gegen die damaligen Verkaufsgepflogenheiten der KPM auf. Die im Juni 1878 eingesetzte Kommission aus Künstlern sprach dem Staatsbetrieb lediglich die Kostendeckung nicht aber die Gewinnoptimierung, um der privaten Wirtschaft keine nennenswerte Konkurrenz zu machen, zu. Ludloff trug zum Wachstum und zur Bekanntheit der Berliner Porzellan-Manufaktur bei.
1880 gründete er mit seinem Bruder Friedrich die Berliner Porzellan-Manufaktur M. Ludloff & Co. Er verließ Berlin und das Unternehmen 1888 und übernahm die Leitung der Porzellanfabrik Fraureuth in Fraureuth bei Werdau. 1892 erkrankte Max Ludloff und musste die Leitung der Porzellanfabrik abgeben.
Ludloff schickte auch Tonproben an Hermann August Seger.

### Kurbad
Nach seiner Genesung erwarb er 1893 das Bad Kiedrich bei Eltville am Rhein, das er zu einer Aktiengesellschaft umwandelte und bis zu seinem Tode besaß. Die zum Bad gehörende Virchow-Quelle (seit 1888) wird als „warme, erdmuriatische Kochsalzquelle“ charakterisiert. Um 1900 wurde die Quelle im Auftrag von Ludloff mehrmals von Heinrich Fresenius analysiert.
Max Ludloff war verheiratet und hatte insgesamt neun Kinder, darunter Rudolf Max Ludloff.

## Trivia
1868 sah sich Ludloff zu einer widersprechenden Stellungnahme gezwungen, die den Inhalt eines Beitrages zu Dallwitz betraf und Dallwitz dort als Ort bezeichnet, der der Verwahrlosung anheimzufallen droht.